# (9983) Rickfienberg
(9983) Rickfienberg est un astéroïde de la ceinture principale.

## Description
(9983) Rickfienberg est un astéroïde de la ceinture principale. Il fut découvert le 19 février 1995 à Sudbury par Dennis di Cicco. Il présente une orbite caractérisée par un demi-grand axe de 2,71 UA, une excentricité de 0,12 et une inclinaison de 8,3° par rapport à l'écliptique.

## Compléments